# Acer Aspire
Acer Aspire是宏碁针对普通家庭用户或小型企业而推出的个人电脑系列。Aspire系列涵盖桌上型電腦和筆記型電腦。和很多Microsoft Windows笔记本一样，不同Acer Aspire型号的電腦在不同的地方可能有不同的规格。